# Ophioleucinae
De Ophioleucinae zijn een onderfamilie van slangsterren uit de familie Ophiuridae.

## Geslachten
- Eirenura Thuy, 2011 †
- Ophiernus Lyman, 1878
- Ophioleuce Koehler, 1904
- Ophiopallas Koehler, 1904
- Ophiopinna Hess, 1960 †
- Ophiopyren Lyman, 1878
- Ophiostriatus Madsen, 1983
- Sinosura Hess, 1964 †